# Borne Sulinowo (gemeente)
De gemeente Borne Sulinowo is een gemeente in powiat Szczecinecki. Aangrenzende gemeenten:
- Grzmiąca en Szczecinek (powiat Szczecinecki)
- Czaplinek (powiat Drawski)

in Groot-Polen:
- Jastrowie en Okonek (powiat Złotowski)

Zetel van de gemeente is in de stad Borne Sulinowo.
De gemeente beslaat 27,4% van de totale oppervlakte van de powiat.

## Demografie
De gemeente heeft 11,8% van het aantal inwoners van de powiat.

## Plaatsen
- Borne Sulinowo (Duits Groß Born, stad sinds 1993)

Administratieve plaatsen (sołectwo) van de gemeente Borne Sulinowo:
- Ciemino, Dąbie, Jeleń, Juchowo, Kiełpino, Komorze, Krągi, Kucharowo, Liszkowo, Łączno, Łubowo, Nobliny, Piława, Radacz, Rakowo, Silnowo, Starowice, Śmiadowo en Uniemino.

Zonder de status sołectwo : Ciemino Małe, Czochryń, Dąbrowica, Grabno, Grzywnik, Jelonek, Jeziorna, Kądzielnia, Kłosówko, Kolanowo, Międzylesie, Obrąb, Okole, Osiczyn, Przyjezierze, Strzeszyn, Zamęcie
- Virtual International Authority File: 300574573